# Kələzeyvə
Kələzeyvə – wieś w Azerbejdżanie, w rejonie İsmayıllı. Jest częścią gminy Sulut.